# Le Mesnil-Rouxelin
Le Mesnil-Rouxelin – miejscowość i gmina we Francji, w regionie Normandia, w departamencie Manche.
Według danych na rok 1990 gminę zamieszkiwało 387 osób, a gęstość zaludnienia wynosiła 82 osoby/km² (wśród 1815 gmin Dolnej Normandii Le Mesnil-Rouxelin plasuje się na 520. miejscu pod względem liczby ludności, natomiast pod względem powierzchni na miejscu 906.).